# 최후통첩
최후통첩(最後通牒, 영어: ultimatum) 또는 조건부 개전 선언(條件附 開戰宣言)은 최후 요구를 제시한 이후에 일정 기간 내에 상대국이 요구를 수락하지 않을 경우 강력한 외교 조치(전쟁개시, 단교 등)를 취할 뜻을 밝힌 선언을 말한다. 조건부 개전 선언을 포함한 최후 통첩은 개전에 관한 헤이그 협약 1조에 의하여 그 효력이 인정된다. 이에 의하면 상대국이 요구를 수락하지 않을 경우 기한이 경과되면 자동으로 전쟁 상태가 성립된다.